# NGC 5164
NGC 5164 ist eine 13,7 mag helle Balkenspiralgalaxie vom Hubble-Typ SBb im Sternbild Großer Bär, die etwa 327 Millionen Lichtjahre von der Milchstraße entfernt.
Sie wurde am 14. April 1789 von Wilhelm Herschel mit einem 18,7-Zoll-Spiegelteleskop entdeckt, der sie dabei mit „cF, S, iR“ beschrieb.